# Gara Keleti-Budapesta
Gara Keleti din Budapesta sau Gara de Est din Budapesta, este cea mai mare gară terminus din capitala Ungariei. Acesta este principalul punct de plecare pentru liniile Budapesta – Győr – Viena, Budapesta – Hatvan – Miskolc, Budapesta – Szolnok – Békéscsaba – Arad și Budapesta – Kelebia – Belgrad. Cele mai multe trenuri Inter-city deservesc aceasta gară, fiind de asemenea "hubul" cu cel mai mare trafic feroviar internațional din Ungaria. Gara se află în Piața Baross, sectorul 8 al Budapestei.

## Trenuri internaționale
- Railjet Budapesta – München Hauptbahnhof
- EuroCity Budapesta – Wien Hauptbahnhof
- EuroNight Budapesta – Stuttgart Hauptbahnhof
- InterCity Budapesta – Miskolc – Kosice
- InterCity Budapesta – Oradea (– Cluj) (– Brașov)
- InterCity Budapesta – Arad – Alba Iulia – Brașov – Ploiești Vest – București Nord